# STS-54
STS-54 (ang. Space Transportation System) – trzecia misja wahadłowca kosmicznego Endeavour i pięćdziesiąta trzecia programu lotów wahadłowców.

## Załoga
źródło
- John Casper (2)*, dowódca
- Donald McMonagle (2), pilot
- Mario Runco (2), specjalista misji 3
- Gregory Harbaugh (2), specjalista misji 1
- Susan Helms (1), specjalista misji 2

*(liczba w nawiasie oznacza liczbę lotów odbytych przez każdego z astronautów)

## Parametry misji
źródło
- Masa:
  - startowa orbitera: 117 600 kg
  - lądującego orbitera: 89 708 kg
  - ładunku: 21 156 kg
- Perygeum: 302 km
- Apogeum: 309 km
- Inklinacja: 28,5°
- Okres orbitalny: 90,6 min

## Cel misji
Umieszczenie na orbicie satelity telekomunikacyjnego TDRS-6.

## Spacer kosmiczny
źródło
- EVA – G. Harbaugh i M. Runco

Początek EVA : 17 stycznia 1993
Koniec EVA : 17 stycznia 1993
Łączny czas trwania: 4 godziny 28 minut